# ГЕС-ГАЕС Нассфельд
ГЕС-ГАЕС Нассфельд — гідроелектростанція на заході Австрії у землі Зальцбург, розташована в долині річки Nossfelder Ache, яка стікає з північного схилу Високого Тауерну в Зальцах (права притока Інну). Є верхнім ступенем у створеному тут каскаді з трьох ГЕС, у якому поступається за потужністю розташованій нижче ГЕС Bockstein, проте єдина має можливість працювати в режимі гідроакумуляції.
Під час будівництва, яке припало на період з 1980 по 1982 рік, на річці утворили нижній резервуар за допомогою греблі Нассфельд висотою 22 метри та довжиною 85 метрів. Окрім природного стоку, це водосховище поповнюється за допомогою дериваційного тунелю, який починається у розташованій далі на захід долині річки Huttwinklache (ще одна притока Зальцаху, що стікає з Високого Тауерну). Верхній резервуар — Bockhartsee — був створений кам'яно-накидною греблею висотою 33 метри та довжиною 240 метрів на струмку Bockhart (впадає у Nossfelder Ache трохи нижче греблі Нассфельд). Різниця у висоті між зазначеними резервуарами дозволяє забезпечити напір у 317 метрів.
Машинний зал обладнаний однією оборотною турбіною типу Френсіс потужністю 31 МВт у турбінному та 26,7 МВт у насосному режимах. Відпрацьована на ГЕС вода відводиться до наступної станції по дериваційному тунелю, прокладеному в гірському масиві на правобережжі Nossfelder Ache.
У середині 2000-х років на станції реалізували проект вартістю 12,6 млн євро, який мав на меті збільшити можливості з запасання електроенергії. Для цього на 8,5 метра наростили греблю верхнього резервуару, збільшивши його об'єм на 3,6 млн м3 до 18,5 млн м3. Збільшити подібним методом нижній резервуар видавалося проблемним, оскільки це призвело б до небажаного затоплення наявної тут інфраструктури. Тому обрали варіант зі спорудженням у лівобережному гірському масиві підземного сховища, яке складається з системи тунелів та має місткість у 0,23 млн м3. Вийнятий при спорудженні тунелів ґрунт використовували для робіт на верхній греблі.